# Campionato europeo maschile di calcio 1964
Il campionato europeo di calcio 1964, ufficialmente Coppa delle nazioni europee di calcio 1964, è stata la seconda edizione del campionato europeo di calcio, organizzato ogni quattro anni dall'UEFA. La fase finale venne organizzata dalla Spagna dal 17 al 21 giugno 1964. Il torneo fu vinto dai padroni di casa, che sconfissero in finale per 2-1 i campioni uscenti dell'Unione Sovietica.
Il torneo vide per la prima volta la partecipazione dell'Italia, già due volte campione del mondo.

## Formula
La formula del torneo prevedeva tre turni di qualificazioni ad eliminazione diretta, con partite di andata e ritorno, mentre le semifinali e le finali per il terzo e per il primo posto si sarebbero disputate in gare uniche, in uno dei quattro Paesi le cui nazionali sarebbero giunte a questo turno.

## Qualificazioni
Dopo un turno eliminatorio, anche in questa edizione le qualificazioni passarono attraverso ottavi e quarti di finale in andata e ritorno. L'Austria, il Lussemburgo e l'Unione Sovietica furono ammesse direttamente agli ottavi.

### Primo turno
| Squadra 1    | Totale        | Squadra 2        | Andata         | Ritorno        |
| ------------ | ------------- | ---------------- | -------------- | -------------- |
| Norvegia     | 1 - 3         | Svezia           | 0 - 2          | 1 - 1          |
| Danimarca    | 9 - 2         | Malta            | 6 - 1          | 3 - 1          |
| Irlanda      | 5 - 3         | Islanda          | 4 - 2          | 1 - 1          |
| Inghilterra  | 3 - 6         | Francia          | 1 - 1          | 2 - 5          |
| Polonia      | 0 - 4         | Irlanda del Nord | 0 - 2          | 0 - 2          |
| Spagna       | 7 - 3         | Romania          | 6 - 0          | 1 - 3          |
| Jugoslavia   | 4 - 2         | Belgio           | 3 - 2          | 1 - 0          |
| Bulgaria     | 4 - 4 (1 - 0) | Portogallo       | 3 - 1          | 1 - 3          |
| Ungheria     | 4 - 2         | Galles           | 3 - 1          | 1 - 1          |
| Paesi Bassi  | 4 - 2         | Svizzera         | 3 - 1          | 1 - 1          |
| Germania Est | 3 - 2         | Cecoslovacchia   | 2 - 1          | 1 - 1          |
| Italia       | 7 - 0         | Turchia          | 6 - 0          | 1 - 0          |
| Grecia       | 0 - 6         | Albania          | 0 - 3 (a tav.) | 0 - 3 (a tav.) |

### Ottavi di finale
| Squadra 1        | Totale | Squadra 2        | Andata | Ritorno |
| ---------------- | ------ | ---------------- | ------ | ------- |
| Spagna           | 2 - 1  | Irlanda del Nord | 1 - 1  | 1 - 0   |
| Jugoslavia       | 2 - 3  | Svezia           | 0 - 0  | 2 - 3   |
| Danimarca        | 4 - 1  | Albania          | 4 - 0  | 0 - 1   |
| Paesi Bassi      | 2 - 3  | Lussemburgo      | 1 - 1  | 1 - 2   |
| Austria          | 2 - 3  | Irlanda          | 0 - 0  | 2 - 3   |
| Bulgaria         | 2 - 3  | Francia          | 1 - 0  | 1 - 3   |
| Unione Sovietica | 3 - 1  | Italia           | 2 - 0  | 1 - 1   |
| Germania Est     | 4 - 5  | Ungheria         | 1 - 2  | 3 - 3   |

### Quarti di finale
| Squadra 1   | Totale      | Squadra 2        | Andata | Ritorno |
| ----------- | ----------- | ---------------- | ------ | ------- |
| Lussemburgo | 5 - 5 (0-1) | Danimarca        | 3 - 3  | 2 - 2   |
| Spagna      | 7 - 1       | Irlanda          | 5 - 1  | 2 - 0   |
| Francia     | 2 - 5       | Ungheria         | 1 - 3  | 1 - 2   |
| Svezia      | 2 - 4       | Unione Sovietica | 1 - 1  | 1 - 3   |

## Squadre partecipanti
| Squadra            | Data qualificazione | Partecipazioni |
| ------------------ | ------------------- | -------------- |
| Danimarca          | 18 dicembre 1963    | Esordiente     |
| Spagna (ospitante) | 8 aprile 1964       | Esordiente     |
| Ungheria           | 23 maggio 1964      | Esordiente     |
| Unione Sovietica   | 27 maggio 1964      | 1 (1960)       |

## Stadi
Stadi della fase finale furono l'Estadio Santiago Bernabéu di Madrid, teatro della finale, e il Camp Nou di Barcellona. La capienza degli stadi è riferita al momento dell'evento e non ad oggi.
| {\| class="wikitable" style="text-align:center;"                     |
| Barcellona MadridCampionato europeo maschile di calcio 1964 (Spagna) |

|-
! Madrid
|-
| Stadio Santiago Bernabéu
|-
| Capienza: 110 000
|-
| 
|-
! Barcellona
|-
| Camp Nou
|-
| Capienza: 93 053
|-
| 
|}

## Risultati

### Tabellone
|  | Semifinali       | Semifinali       | Semifinali       |                  |              | Finale                    | Finale                    | Finale                    |  |
|  |                  |                  |                  |                  |              |                           |                           |                           |  |
|  | Spagna (dts)     | Spagna (dts)     | 2                |                  |              |                           |                           |                           |  |
|  | Spagna (dts)     | Spagna (dts)     | 2                |                  |              |                           |                           |                           |  |
|  | Ungheria         | Ungheria         | 1                |                  |              |                           |                           |                           |  |
|  | Ungheria         | Ungheria         | 1                |                  | Spagna (dts) | Spagna (dts)              | 2                         |                           |  |
|  |                  |                  |                  |                  | Spagna (dts) | Spagna (dts)              | 2                         |                           |  |
|  |                  |                  | Unione Sovietica | Unione Sovietica | 1            |                           |                           |                           |  |
|  | Danimarca        | Danimarca        | Unione Sovietica | Unione Sovietica | 1            | 0                         |                           |                           |  |
|  | Danimarca        | Danimarca        |                  |                  |              | 0                         |                           |                           |  |
|  | Unione Sovietica | Unione Sovietica | 3                |                  |              | Finale per il terzo posto | Finale per il terzo posto | Finale per il terzo posto |  |
|  | Unione Sovietica | Unione Sovietica | 3                |                  |              |                           |                           |                           |  |
|  |                  |                  |                  |                  |              |                           |                           |                           |  |
|  |                  |                  |                  |                  |              | Ungheria                  | Ungheria                  | 3                         |  |
|  |                  |                  |                  |                  |              | Ungheria                  | Ungheria                  | 3                         |  |
|  |                  |                  |                  |                  |              | Danimarca                 | Danimarca                 | 1                         |  |

### Semifinali
| Arbitro: | Arthur Blavier |

|                         |           |          |
| Pereda 35’ Amancio 112’ | Marcatori | 84’ Bene |

| Arbitro: | Concetto Lo Bello |

|  |           |                                        |
|  | Marcatori | 19’ Voronin 40’ Ponedel'nik 87’ Ivanov |

### Finale per il terzo posto
| Arbitro: | Daniel Mellet |

|                                  |           |               |
| Bene 11’ Novák 107’, 110’ (rig.) | Marcatori | 82’ Bertelsen |

### Finale
| Arbitro: | Arthur Holland |

|                         |           |              |
| Pereda 6’ Marcelino 85’ | Marcatori | 8’ Khusainov |

## Statistiche

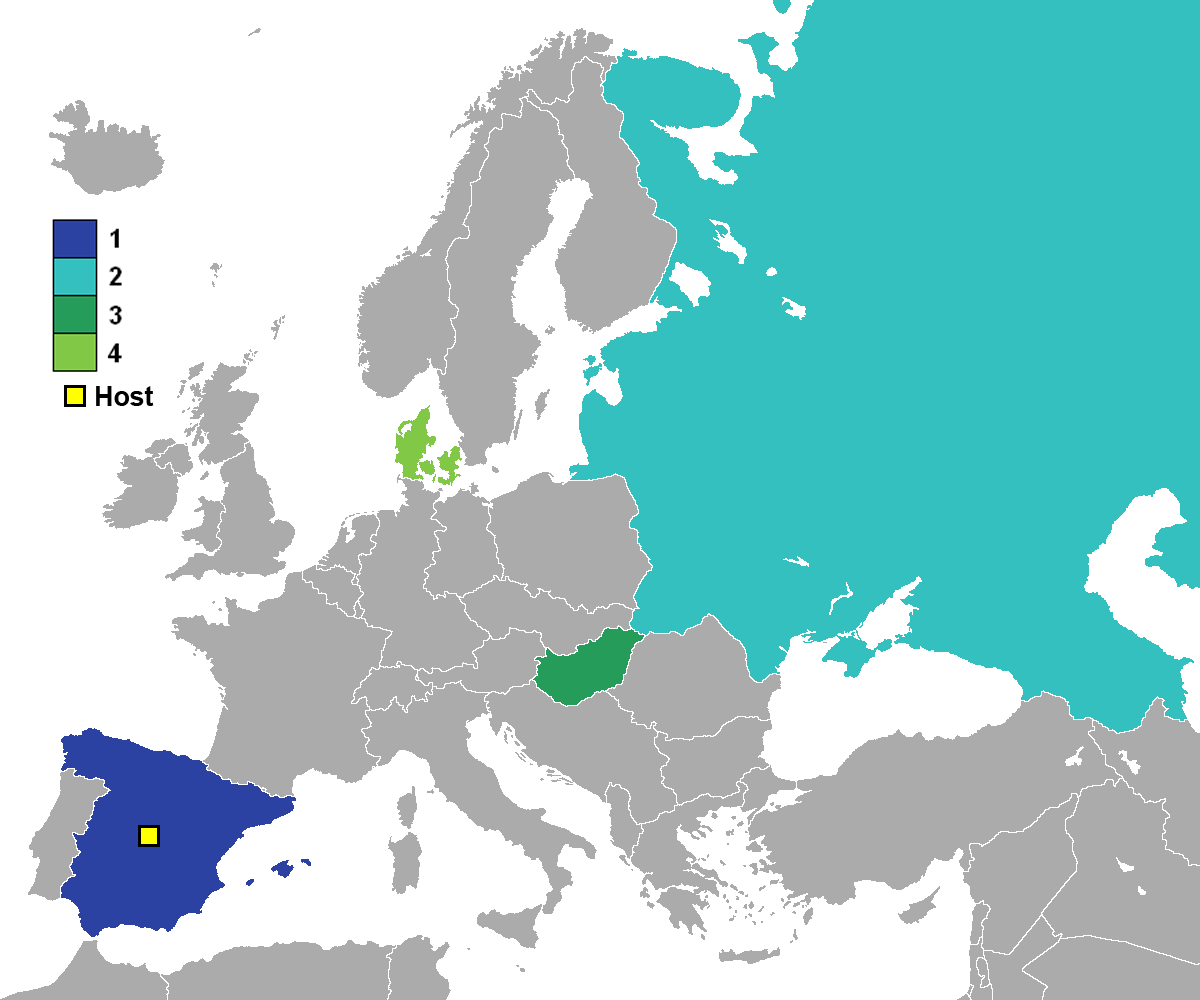
Piazzamenti delle nazionali.

### Classifica marcatori
2 reti
- Jesús María Pereda

- Ferenc Bene

- Dezső Novák

1 rete
- Carl Bertelsen
- Amancio Amaro Varela
- Marcelino Martínez

- Valentin Koz'mič Ivanov
- Galimzjan Chusainov

- Viktor Ponedel'nik
- Valerij Voronin

### Record
- Gol più veloce:  Jesús María Pereda (Spagna-Unione Sovietica, finale, 21 giugno, 6º minuto)
- Gol più lento:  Amancio Amaro Varela (Spagna-Ungheria, semifinali, 17 giugno, 112º minuto)
- Primo gol:  Jesús María Pereda (Spagna-Ungheria, semifinali, 17 giugno, 35º minuto)
- Ultimo gol:  Marcelino Martínez (Spagna-Unione Sovietica, finale, 21 giugno, 85º minuto)
- Miglior attacco:  Spagna,  Ungheria e  Unione Sovietica (4 reti segnate)
- Peggior attacco:  Danimarca (1 rete segnata)
- Miglior difesa:  Spagna e  Unione Sovietica (2 reti subite)
- Peggior difesa:  Danimarca (6 reti subite)
- Partita con il maggior numero di gol:  Ungheria- Danimarca 3-1 (dts) (finale 3º posto, 20 giugno, 4 gol)
- Partita con il maggior scarto di gol:  Danimarca- Unione Sovietica 0-3 (semifinali, 17 giugno, 3 gol di scarto)